# District de Massinga
Le district de Massinga est une subdivision administrative de la province d'Inhambane au nord du Maputo et au sud du Mozambique. En 2007, sa population est de 184 531 habitants.

## Source de la traduction
- (en) Cet article est partiellement ou en totalité issu de l’article de Wikipédia en anglais intitulé « Massinga District » (voir la liste des auteurs).